# Grub (Svizzera)
Grub (toponimo tedesco) è un comune svizzero di 989 abitanti del Canton Appenzello Esterno.

## Storia
Il nome deriva dal tedesco Grub ("conca"), a indicare l'avvallamento nella parte orientale dell'odierno comune. La località viene menzionata per la prima volta nel 1488 come uss der Gruob. Le prime menzioni di fattorie nel XIII e XIV secolo indicano una colonizzazione da parte di Rorschach e Goldach nella parte occidentale, i cui principali beneficiari sul piano economico erano i nobili di Rorschach, vassalli dell'abbazia di San Gallo. Dopo le guerre di Appenzello del 1401-1429, Grub fu suddiviso in una parte appenzellese, incorporata nella Rhode di Trogen, e una parte soggetta all'abbazia di San Gallo, oggi parte del comune di Eggersriet. La sistemazione dei confini avvenne nel 1458. L'avvallamento situato nella parte orientale del territorio comunale fece parte fino al 1495 dei beni comuni di Rorschach.
Sul piano ecclesiastico, la parte orientale dipese fino al 1474 da Rorschach, mentre quella occidentale fino al 1603 da Goldach. Nel 1474 l'abate di San Gallo autorizzò la costruzione di una cappella affiliata alla parrocchia di Rorschach nella parte appenzellese di Grub. Quest'ultima da allora sembra aver avuto autorità comunali proprie. Nel 1525 Grub aderì alla Riforma. Dal 1589 esistette una chiesa mista, con diritto d'uso per le parrocchie di entrambe le confessioni. La parte appenzellese acquistò nel 1603 il diritto di appartenenza alla parrocchia riformata di Grub. Nel 1751 il riscatto dei cattolici portò all'edificazione di una chiesa cattolica nella parte sangallese e nel 1752 alla costruzione di un nuovo edificio di culto riformato in quella appenzellese. Il centro del comune intorno alla chiesa divenne un vero e proprio villaggio solo nella seconda metà del XIX secolo.

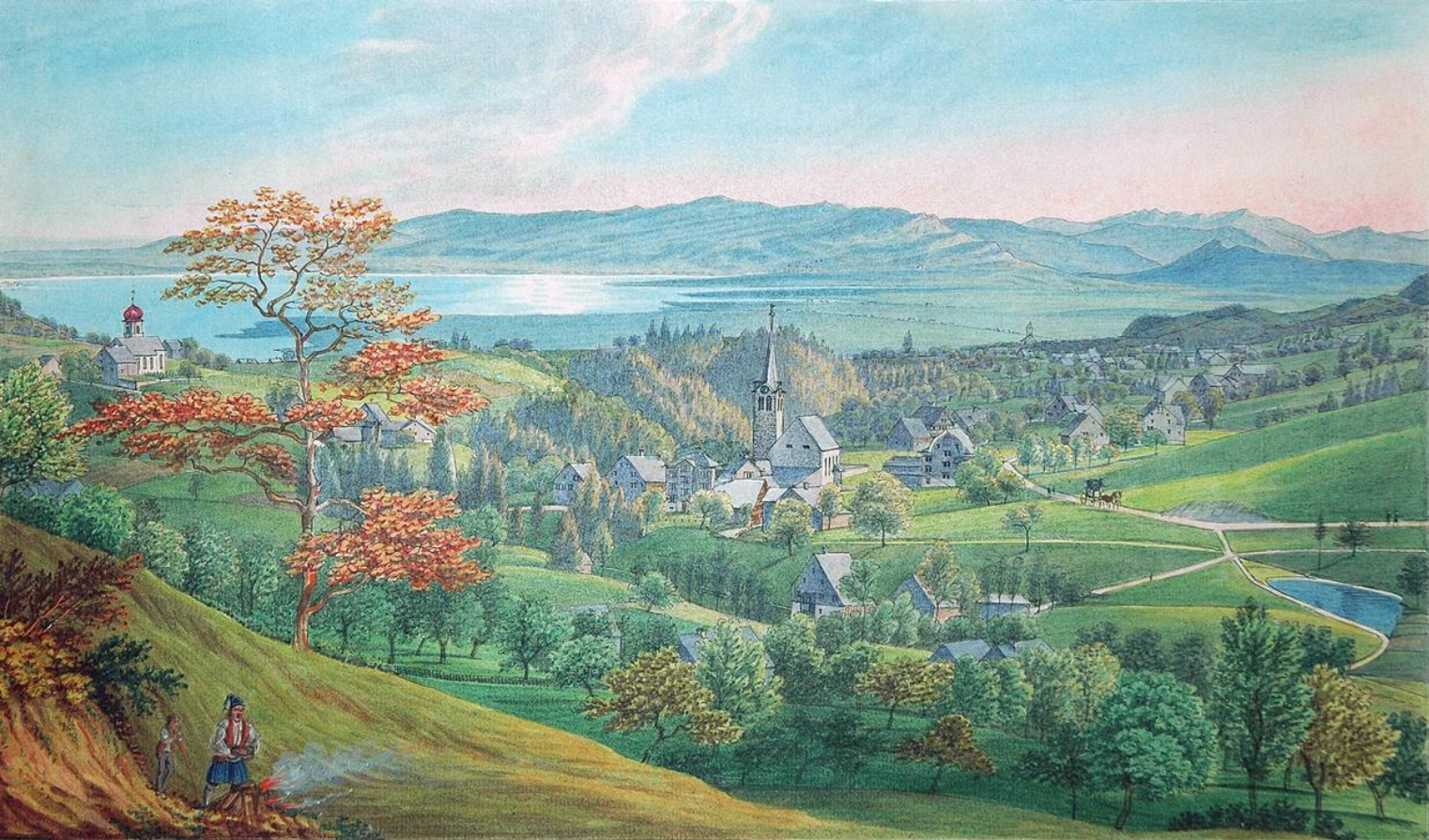
Grub nel 1850 circa in un dipinto di Johann Ulrich Fitzi

Analogamente alle altre Rhoden esterne, l'economia era basata sull'agricoltura e l'industria tessile. Verso il 1750, l'introduzione del cotone permise ad alcuni abitanti di diventare imprenditori tessili. Nel XIX secolo furono attivi un impianto per la candeggiatura e due fabbriche per la torcitura. Dal 1870 al 1920 predominarono la tessitura a punto piatto e il ricamo. Tra le due guerre mondiali Grub subì un impoverimento.
L'edificazione di nuovi quartieri abitativi dal 1964 segnala la popolarità crescente del comune quale luogo di residenza, che tra il 1970 e il 1990 ha registrato il più alto tasso di crescita demografica di tutti i comuni del semicantone di Appenzello Esterno. Nel 2000 i due terzi della popolazione attiva erano pendolari in uscita. Il numero di aziende agricole è sceso dalle 69 nel 1939 alle 16 nel 2000.
Per la gestione dell'amministrazione pubblica, Grub partecipa dal 1970 a consorzi comunali: dal 1978 la scuola elementare è diretta insieme a Grub nel Canton San Gallo, gli allievi del villaggio frequentano la scuola secondaria di Wolfhalden, e dal 2001 il registro fondiario è curato dal comune di Heiden. I bagni minerali di Unterrechstein sono stati trasformati nel 1982 in un moderno stabilimento termale.

## Monumenti e luoghi d'interesse

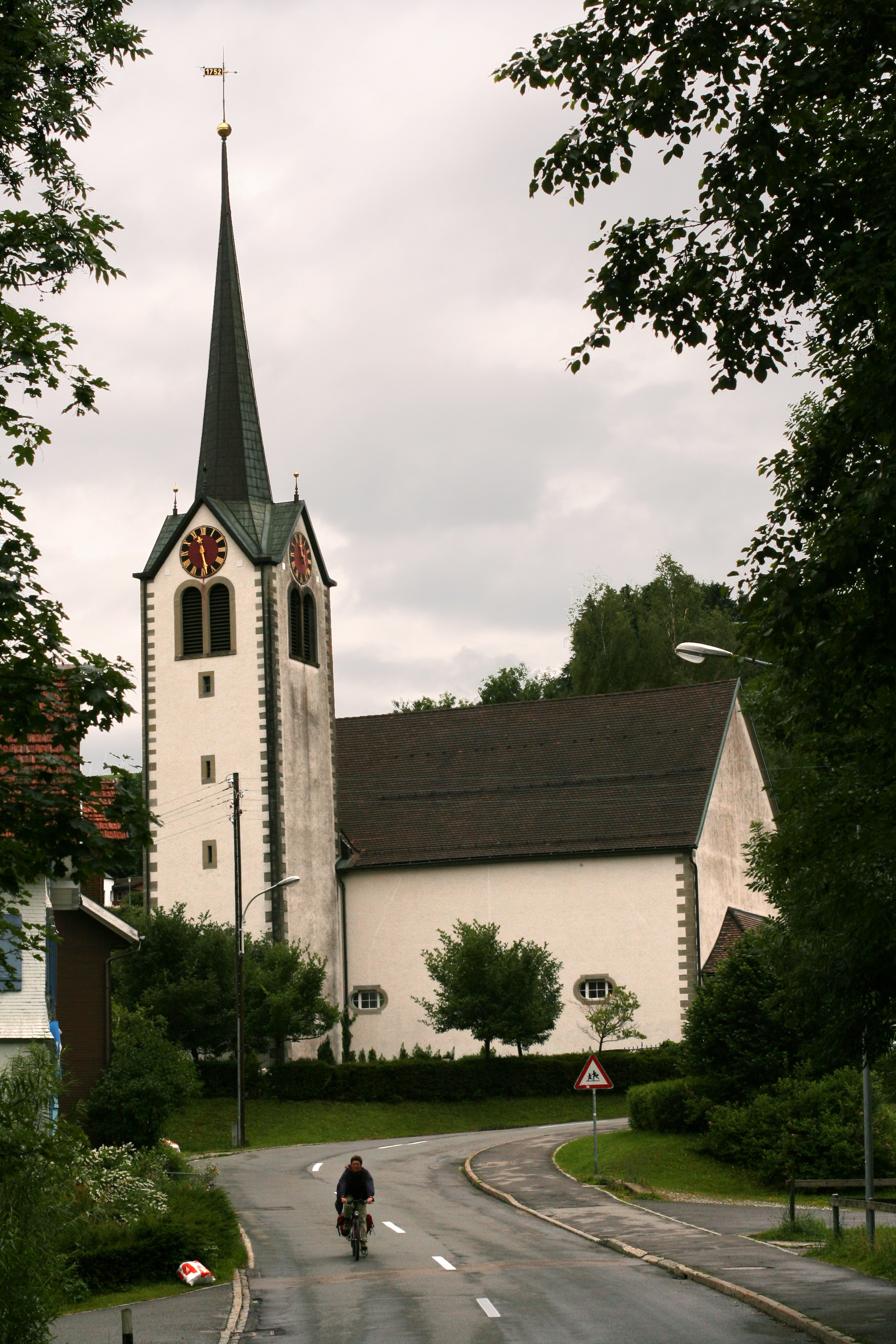
La chiesa riformata

- Chiesa riformata, eretta nel 1752[3].

## Società

### Evoluzione demografica
L'evoluzione demografica è riportata nella seguente tabella:
Abitanti censiti

## Amministrazione
Ogni famiglia originaria del luogo fa parte del cosiddetto comune patriziale e ha la responsabilità della manutenzione di ogni bene ricadente all'interno dei confini del comune.